# Orasiopa geibu
Orasiopa geibu är en tvåvingeart som beskrevs av Tadeusz Zatwarnicki 2002. Orasiopa geibu ingår i släktet Orasiopa och familjen vattenflugor.
Artens utbredningsområde är Singapore. Inga underarter finns listade i Catalogue of Life.